# Impala
A impala (Aepyceros melampus) é um antílope com 50 a 60 kg de peso, único membro da tribo Aepycerotini da subfamília Antilopinae, da família dos bovídeos. Vive em grandes manadas nas savanas e é especialmente comum no sul da África. Elas podem correr a velocidades de 90 km/h e saltar cerca de 6 metros para fugir dos predadores, têm boa visão e audição e reflexos rápidos. Prefere zonas onde exista capim de porte baixo ou médio, com uma fonte de água por perto, condição que pode ser desprezada caso a erva seja abundante.
A espécie tem dimorfismo sexual, sendo a cabeça do macho ornamentada por chifres elegantes, que podem atingir 1 metro de comprimento e se desenvolvem em forma de lira. A pelagem é castanho avermelhada, escurecendo no rosto e no dorso, sendo que o ventre, os queixais, a linha dos olhos e a cauda são brancos. Uma zona de pelos mais compridos do que os restantes, de cor preta, cobre-lhe os calcanhares. A maturidade sexual é de 1 ano para os machos e 20 meses para as fêmeas, com um período de 195 a 200 dias de gestação.
Abundante em Angola, toma, neste país, várias designações de acordo com as suas línguas étnicas: m'pala em ganguela (ou nganguela), ompala em umbundu, kxara em !kung e omhala em kwanyama (cuanhama).

## Ecologia
As impalas estão entre as espécies mais encontradas em quase todas as grandes savanas. Elas são herbívoras e podem se adaptar ao ambiente por se deslocarem bem em terra firme mas também poderem atravessar rios. Elas passam grande parte do tempo a pastar, nos períodos em que a vegetação está verde, e migram em outros momentos. Eles procuram folhagens para alimentação.
Os rebanhos usam áreas específicas para os seus excrementos. As impalas são ativas durante tanto o dia quanto a noite, e são dependentes de água. Encontrar um rebanho de impalas em geral é um indicador de água por perto.
Quando assustadas, o rebanho inteiro pode começar um movimento de pular sobre as pontas de suas patas, em um ritmo quase coordenado, que pode confundir os seus predadores. Elas podem saltar distâncias de mais de 10 metros de distância e 3 de altura. Leopardos, chitas, leões e cães selvagens atacam impalas para se alimentar. As impalas podem atingir velocidades de corrida de aproximadamente 80 km/h a 90 km/h para escapar de seus predadores.

## Galeria

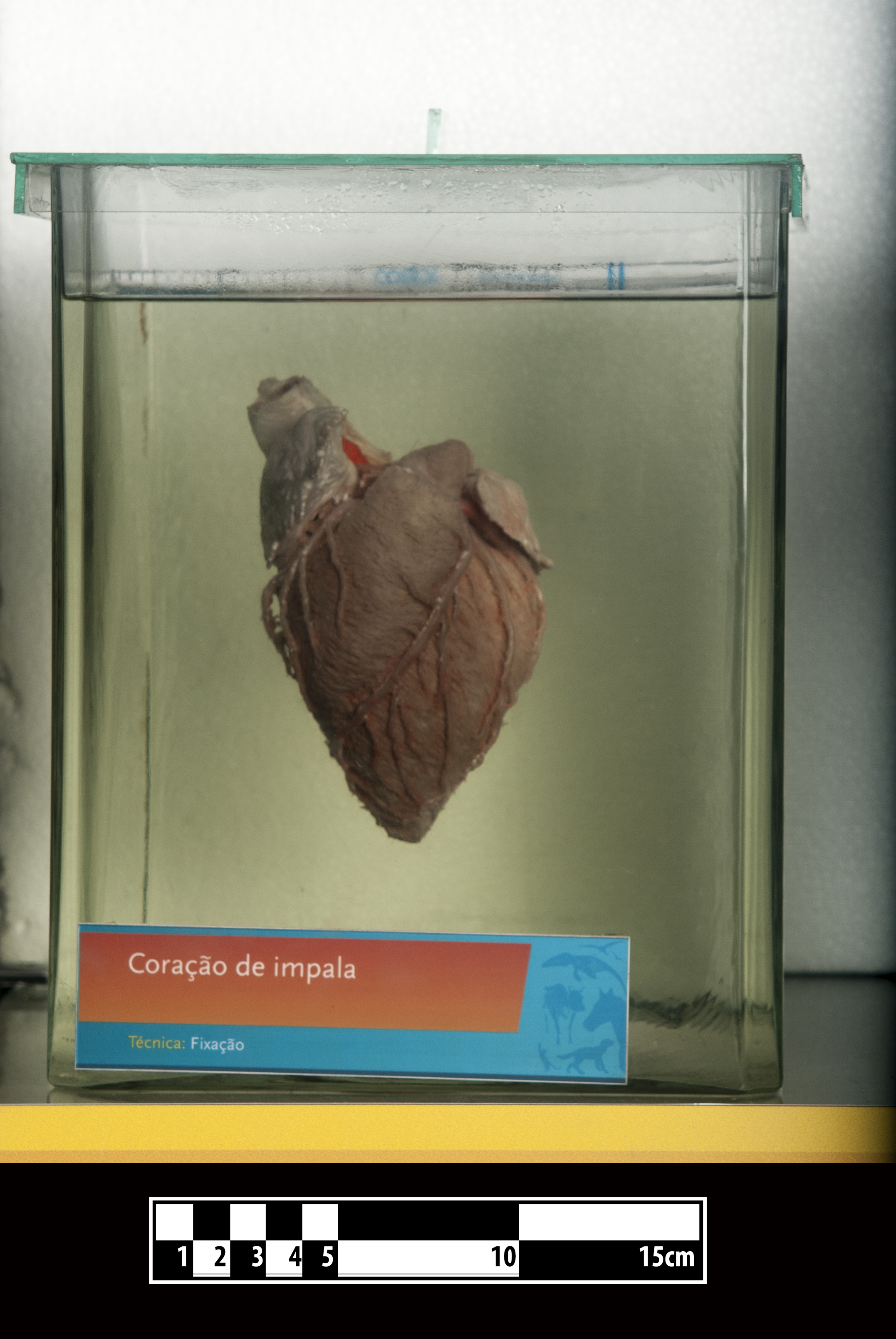
Coração de Impala. Em exposição no MAV/USP.
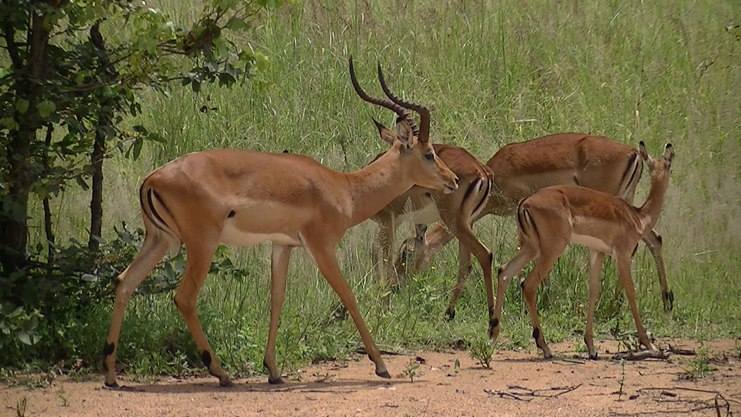
Impalas em Liwonde National Park Malawi
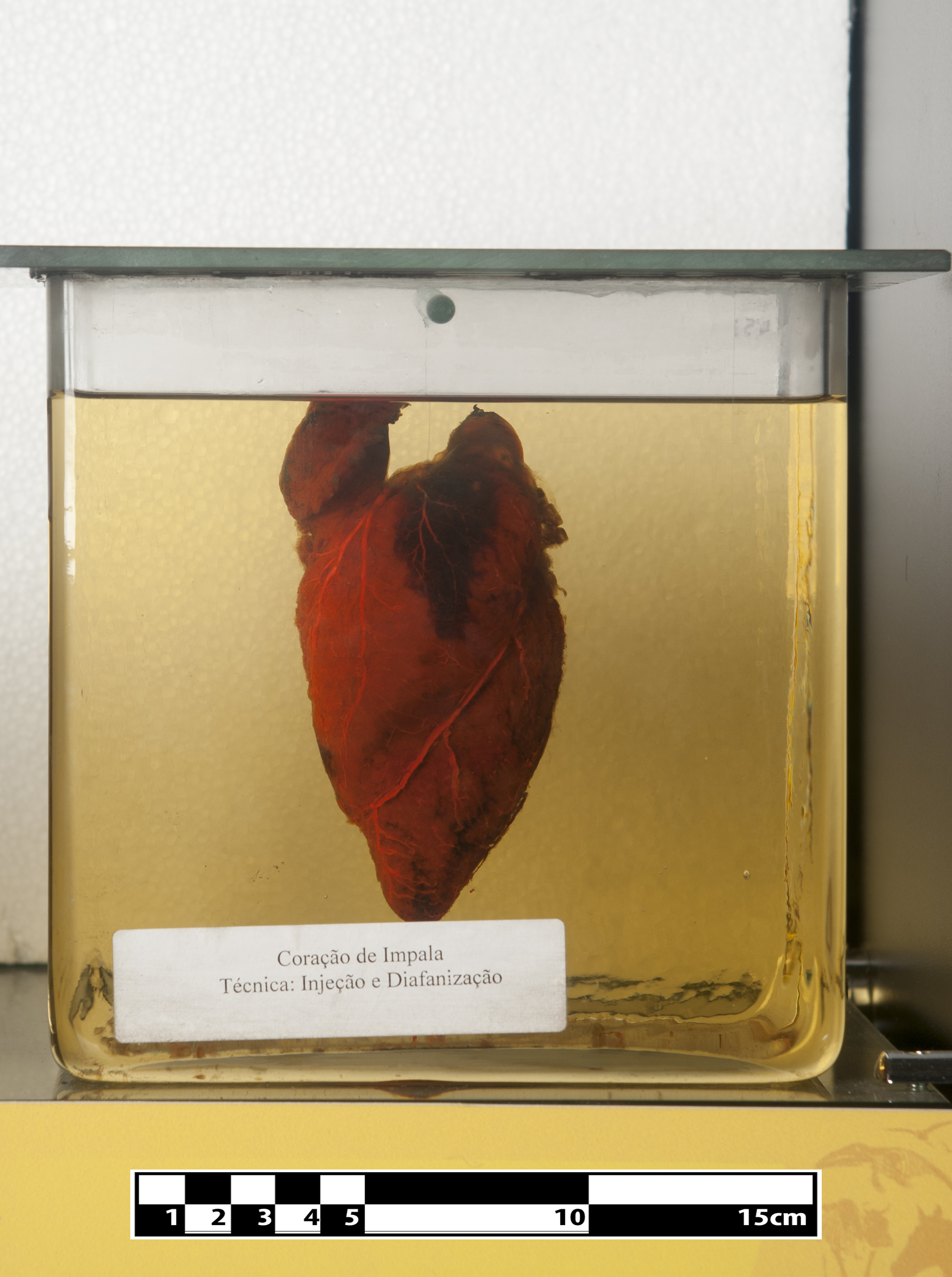
Coração de Impala. Em exposição no MAV/USP.
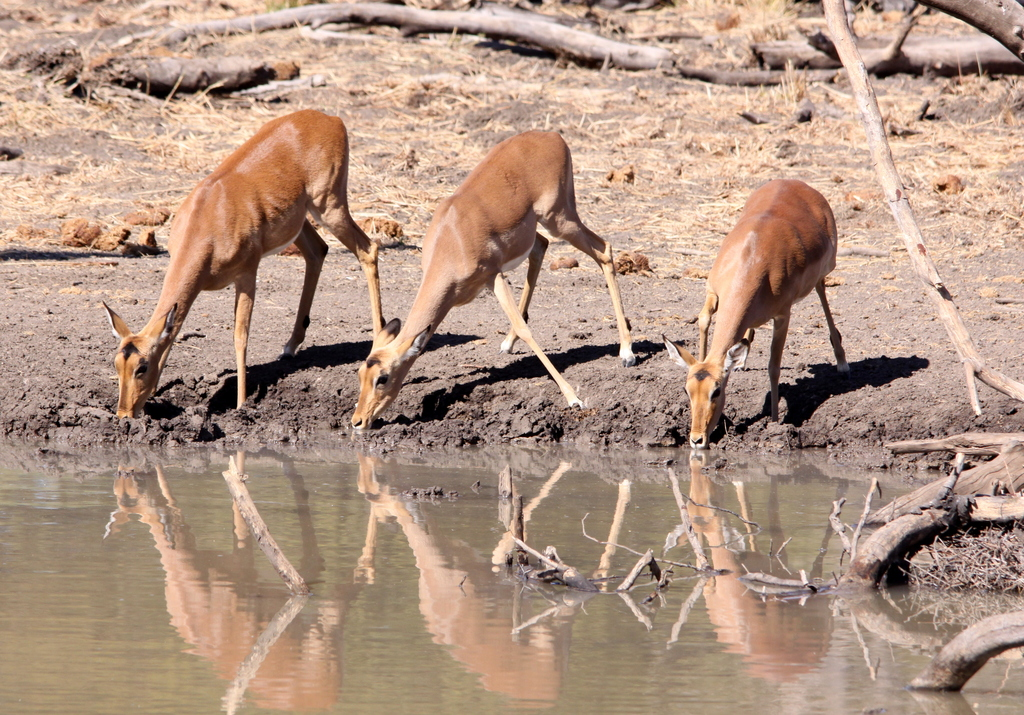
Impalas bebendo água

## Predadores
- Leões
- Leopardo
- Guepardo
- Hiena-malhada
- Mabeco
- Crocodilo-do-nilo
- Chacal-de-dorso-negro(no caso ameaça para filhotes)